# Fourcès
Fourcès ist eine französische Gemeinde mit 261 Einwohnern (Stand 1. Januar 2022) im Département Gers in der Region Okzitanien. Sie gehört zum Kanton Armagnac-Ténarèze im Arrondissement Condom.
Von der Vereinigung Les plus beaux villages de France wurde Fourcès zu einem der schönsten Dörfer Frankreichs erklärt.

## Geografie
Fourcès liegt im Tal der Auzoue, auf einer Höhe zwischen 64 und 180 Meter über dem Meeresspiegel, zwölf Kilometer nordwestlich von Condom an der Grenze zum Département Lot-et-Garonne. Das Gemeindegebiet umfasst 23,72 km².
Die Stiftung Association des plus beaux villages weist darauf hin, dass Fourcès die einzige Bastide im Département Gers ist, die nicht schachbrettartig, sondern konzentrisch angelegt ist.

## Geschichte
Fourcès wurde bereits in einer Charta von 1068 als befestigter Ort und als eines der wichtigsten Lehen der Gascogne erwähnt. Die mittelalterliche Stadt war bis ins 15. Jahrhundert zwischen Frankreich und England hart umkämpft. Ursprünglich als Castelnau (castellum novum) angelegt (mit einer Burg ausgestattet und von einer Rundmauer umgeben), wurde Fourcès im 13. Jahrhundert zur Bastide umgebaut.

### Bevölkerungsentwicklung
| Jahr                       | 1962 | 1968 | 1975 | 1982 | 1990 | 1999 | 2010 | 2020 |
| Einwohner                  | 532  | 468  | 372  | 356  | 324  | 277  | 279  | 262  |
| Quellen: Cassini und INSEE |      |      |      |      |      |      |      |      |

## Sehenswürdigkeiten
- Alignement de Fourcès
- Brücke aus dem 15. Jahrhundert
- Kirche Saint-Laurent aus dem Mittelalter, restauriert im 19. Jahrhundert

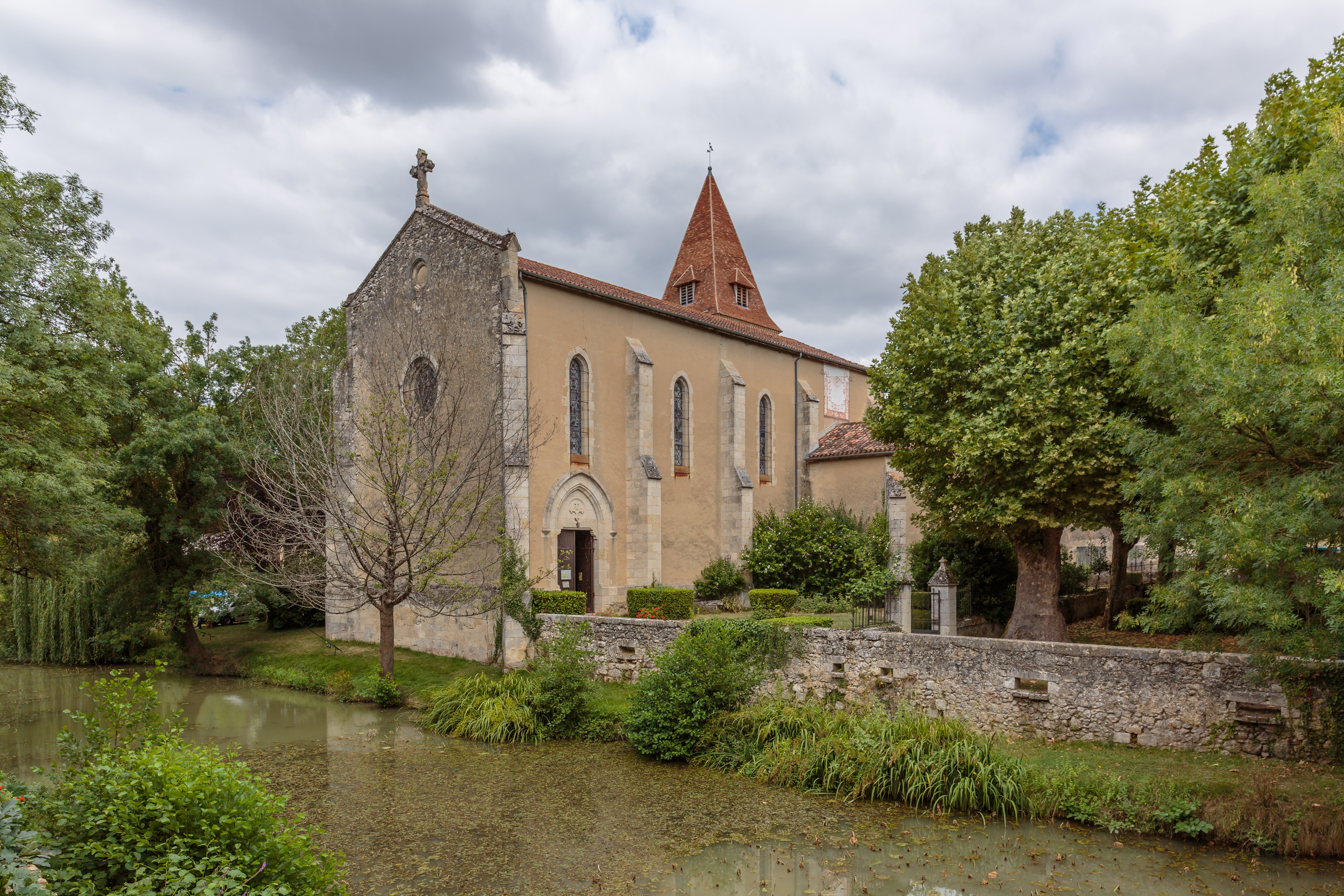
Kirche Saint-Laurent

- Schloss aus dem 15. Jahrhundert
- Uhrturm aus dem 13. Jahrhundert